# Denys Carnill
Denys John Carnill (Hampstead, 11 marzo 1926 – Worthing, 30 marzo 2016) è stato un hockeista su prato britannico.

## Palmarès
- Giochi olimpici

Helsinki 1952: bronzo.